# Działy Czarnowskie
Działy Czarnowskie (prononciation : [ˈd͡ʑawɨ t͡ʂarˈnɔfskʲɛ]) est un village polonais de la gmina de Dąbrówka dans le powiat de Wołomin de la voïvodie de Mazovie dans le centre-est de la Pologne.
Le village possède une population de 86 habitants en 2001.

## Histoire
De 1975 à 1998, le village appartenait administrativement à la voïvodie d'Ostrołęka.